# Senátní obvod č. 21 – Praha 5

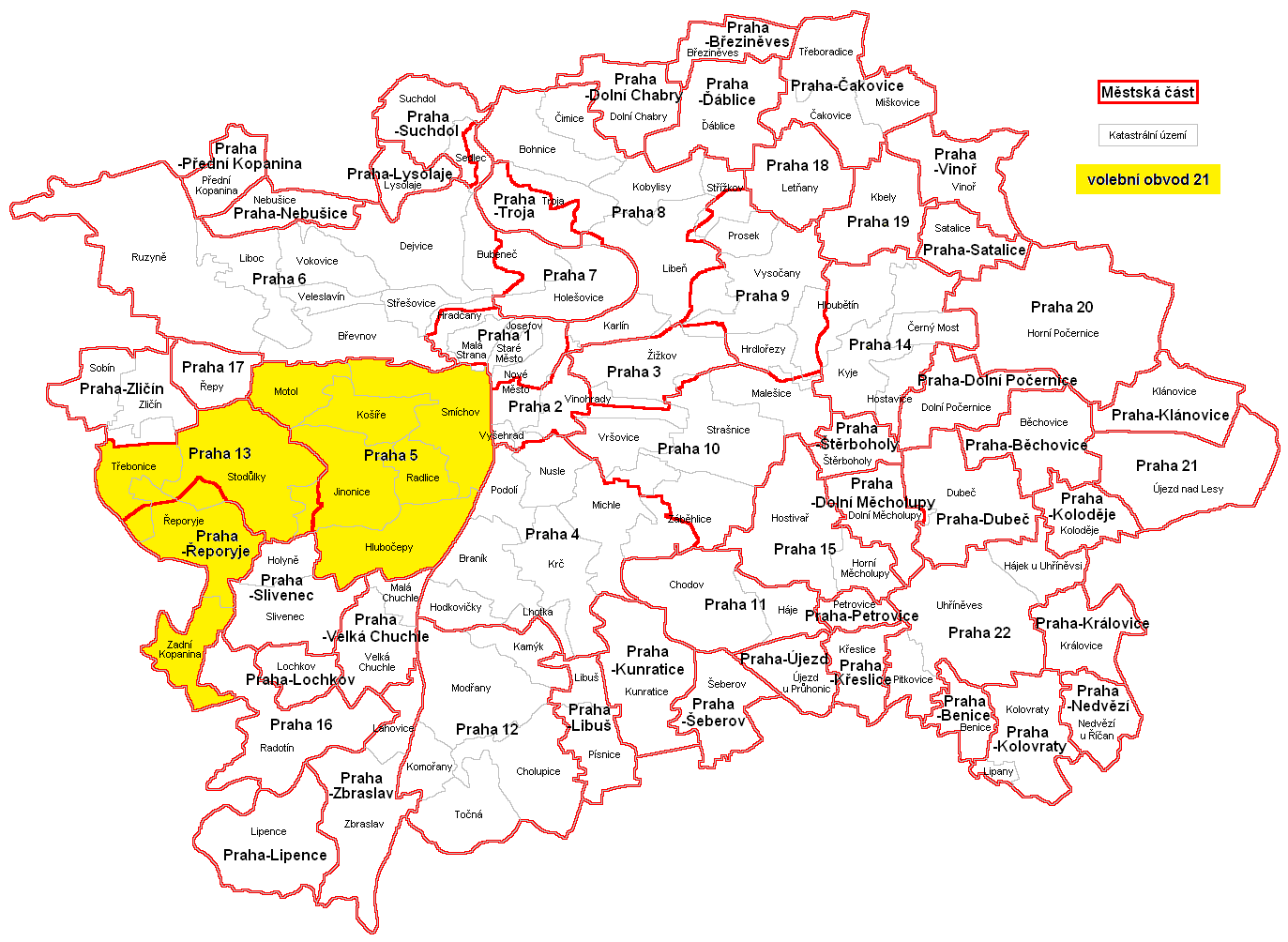
Senátní obvod č. 21 na mapě Prahy

Senátní obvod č. 21 – Praha 5 podle zákona č. 247/1995 Sb. zahrnuje území městské části Praha 5 s výjimkou části Malé Strany ležící na území městské části Praha 5. Dále zahrnuje území městských částí Praha 13 a Praha-Řeporyje.
Současným senátorem je od roku 2014 Václav Láska, člen hnutí SEN 21. V Senátu je předsedou Senátorského klubu SEN 21 a Piráti. Dále působí jako člen Organizačního výboru, Výboru pro zahraniční věci, obranu a bezpečnost a Mandátového a imunitního výboru.

## Senátoři

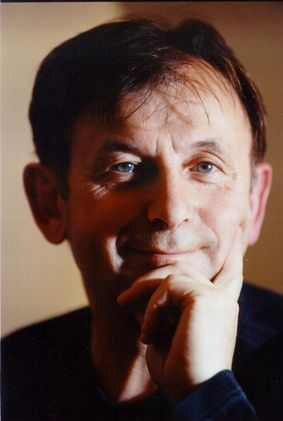
Michael Žantovský
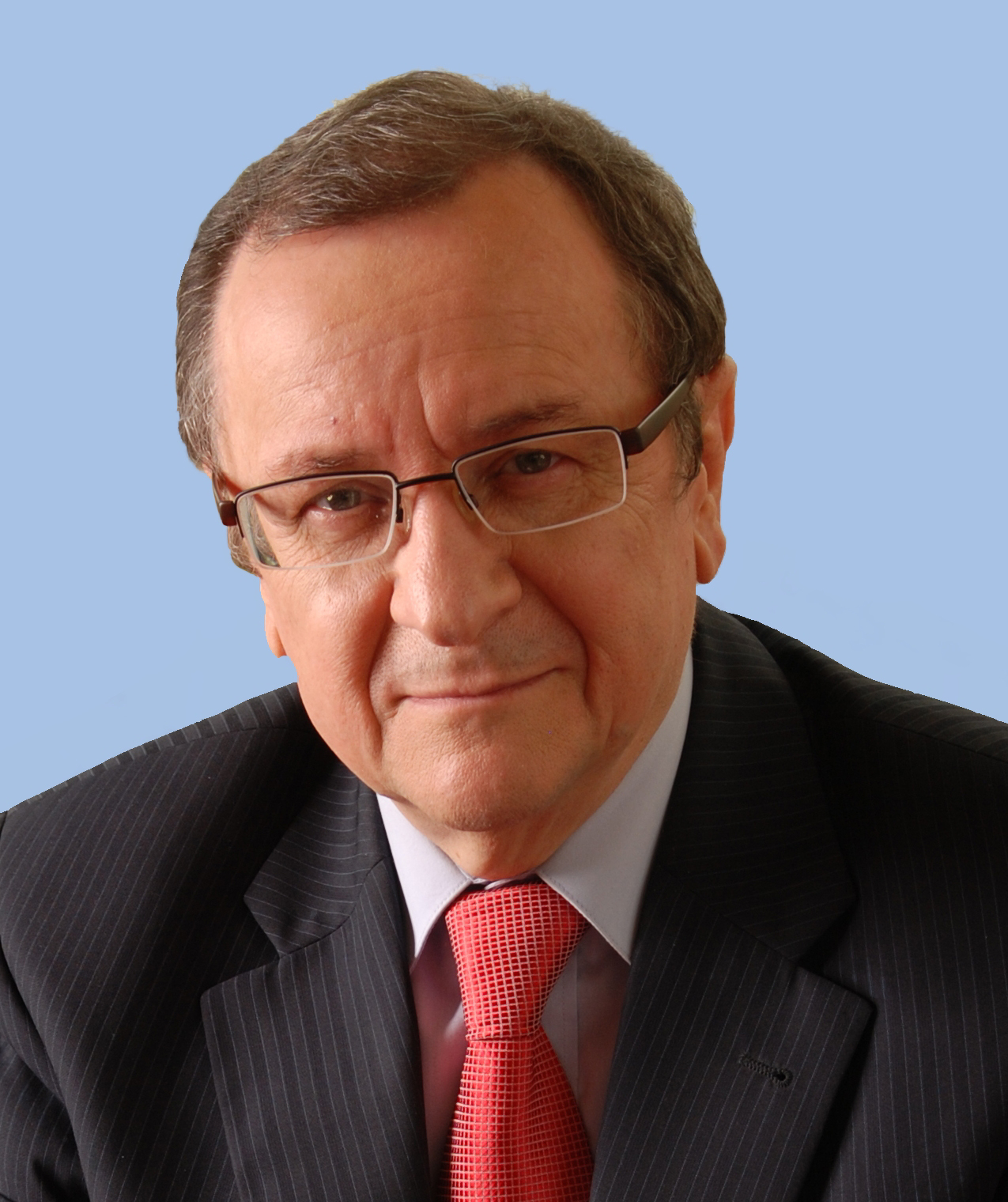
Miroslav Škaloud
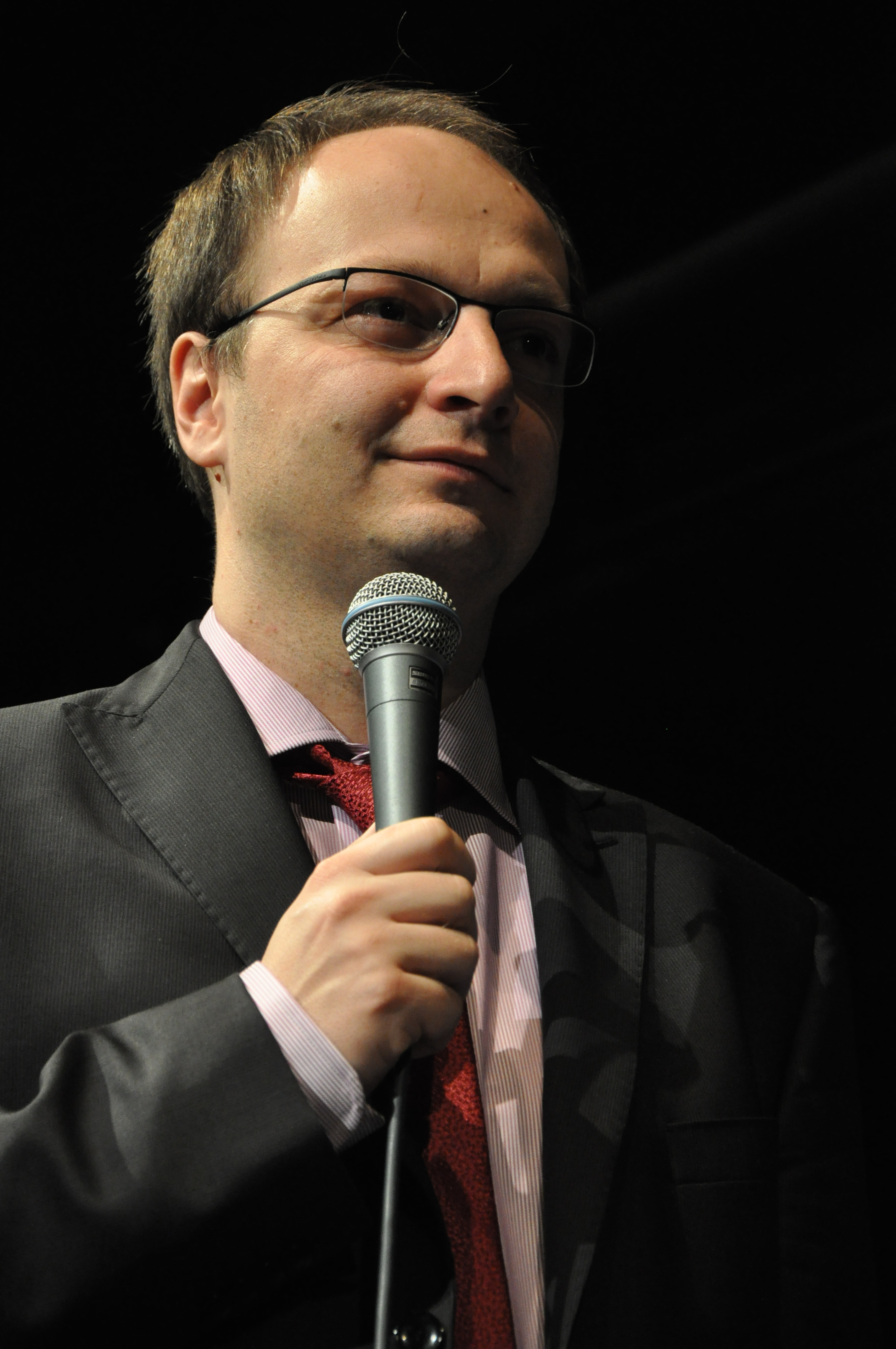
Václav Láska

| Volby | Volby | Senátor           | Volební strana | Navrhující strana | Politická příslušnost | Odkaz  |
| ----- | ----- | ----------------- | -------------- | ----------------- | --------------------- | ------ |
|       | 1996  | Michael Žantovský | ODA            | ODA               | BEZPP                 | profil |
|       | 2002  | Miroslav Škaloud  | ODS            | ODS               | ODS                   | profil |
| 2008  |       | Miroslav Škaloud  | ODS            | ODS               | ODS                   |        |
|       | 2014  | Václav Láska      | SZ, KDU-ČSL    | SZ                | BEZPP                 | profil |
|       | 2020  | Václav Láska      | SEN 21         | SEN 21            | SEN 21                | profil |

## Volby

### Rok 1996
| Kandidát | Kandidát                             | Volební strana | Navrhující strana | Politická příslušnost | Počet hlasů (1. kolo) | %     | Počet hlasů (2. kolo) | %     |
| -------- | ------------------------------------ | -------------- | ----------------- | --------------------- | --------------------- | ----- | --------------------- | ----- |
|          | Michael Žantovský                    | ODA            | ODA               | BEZPP                 | 16 047                | 36,55 | 21 496                | 56,07 |
|          | Ing. Petr Bratský                    | ODS            | ODS               | ODS                   | 17 002                | 38,72 | 16 840                | 43,93 |
|          | prof. MUDr. Jaroslav Fajstavr, DrSc. | ČSSD           | ČSSD              | ČSSD                  | 6 921                 | 15,76 | —                     | —     |
|          | Ing. Miloš Valášek                   | KSČM           | KSČM              | KSČM                  | 2 532                 | 5,77  | —                     | —     |
|          | prof. Ing. Jaroslav Šesták, DrSc.    | NEZ            | NEZ               | BEZPP                 | 462                   | 1,05  | —                     | —     |
|          | Ing. Antonín Dušek                   | PB             | PB                | BEZPP                 | 357                   | 0,81  | —                     | —     |
|          | RNDr. Ladislav Blažek                | PP             | PP                | PP                    | 249                   | 0,57  | —                     | —     |
|          | Ing. Eduard Kulhánek                 | HS             | HS                | HS                    | 239                   | 0,54  | —                     | —     |
|          | Jan Kukačka                          | CAO            | CAO               | DSČ                   | 100                   | 0,23  | —                     | —     |

### Rok 2002
| Kandidát | Kandidát                         | Volební strana | Navrhující strana | Politická příslušnost | Počet hlasů (1. kolo) | %     | Počet hlasů (2. kolo) | %     |
| -------- | -------------------------------- | -------------- | ----------------- | --------------------- | --------------------- | ----- | --------------------- | ----- |
|          | RNDr. Miroslav Škaloud           | ODS            | ODS               | ODS                   | 11 342                | 42,01 | 17 613                | 56,20 |
|          | Václav Krása                     | US-DEU         | US-DEU            | US-DEU                | 6 998                 | 25,92 | 13 724                | 43,79 |
|          | JUDr. Jan Obst                   | ČSSD           | ČSSD              | ČSSD                  | 3 316                 | 12,28 | —                     | —     |
|          | Ing. Karel Janda                 | KSČM           | KSČM              | KSČM                  | 2 398                 | 8,88  | —                     | —     |
|          | JUDr. Ing. Jaroslav Staněk, CSc. | SZ             | SZ                | SZ                    | 1 898                 | 7,03  | —                     | —     |
|          | Mgr. Jozef Wagner                | OK             | OK                | OK                    | 1 043                 | 3,86  | —                     | —     |

### Rok 2008
| Kandidát | Kandidát                            | Volební strana | Navrhující strana | Politická příslušnost | Počet hlasů (1. kolo) | %     | Počet hlasů (2. kolo) | %     |
| -------- | ----------------------------------- | -------------- | ----------------- | --------------------- | --------------------- | ----- | --------------------- | ----- |
|          | RNDr. Miroslav Škaloud              | ODS            | ODS               | ODS                   | 10 104                | 27,76 | 17 260                | 54,01 |
|          | prof. Ing. Jiří Witzany, DrSc.      | ČSSD           | ČSSD              | BEZPP                 | 8 128                 | 22,33 | 14 697                | 45,98 |
|          | prof. RNDr. Helena Illnerová, DrSc. | SZ             | SZ                | BEZPP                 | 6 741                 | 18,52 | —                     | —     |
|          | Marie Ulrichová Hakenová            | VV             | VV                | BEZPP                 | 4 930                 | 13,54 | —                     | —     |
|          | Petr Šimůnek                        | KSČM           | KSČM              | KSČM                  | 2 453                 | 6,74  | —                     | —     |
|          | John Bok                            | KDU-ČSL        | KDU-ČSL           | BEZPP                 | 1 663                 | 4,57  | —                     | —     |
|          | Klára Rulíková                      | SOS            | SOS               | BEZPP                 | 872                   | 2,39  | —                     | —     |
|          | David Štěpán                        | SDŽ            | SDŽ               | SDŽ                   | 419                   | 1,15  | —                     | —     |
|          | JUDr. Jaroslav Janeček              | SZR            | SZR               | SZR                   | 403                   | 1,10  | —                     | —     |
|          | Eva Hurychová                       | ČSNS 2005      | ČSNS 2005         | BEZPP                 | 302                   | 0,82  | —                     | —     |
|          | Ing. František Nešetřil             | US-DEU, KAN    | US-DEU            | US-DEU                | 296                   | 0,81  | —                     | —     |
|          | Karel Berka                         | S.O.S. PRAHA   | S.O.S. PRAHA      | BEZPP                 | 75                    | 0,20  | —                     | —     |

### Rok 2014
| Kandidát | Kandidát                          | Volební strana | Navrhující strana | Politická příslušnost | Počet hlasů (1. kolo) | %     | Počet hlasů (2. kolo) | %     |
| -------- | --------------------------------- | -------------- | ----------------- | --------------------- | --------------------- | ----- | --------------------- | ----- |
|          | Mgr. Václav Láska                 | SZ, KDU-ČSL    | SZ                | BEZPP                 | 10 848                | 30,01 | 12 752                | 65,08 |
|          | PhDr. Pavel Žáček, Ph.D.          | ODS            | ODS               | BEZPP                 | 6 053                 | 16,74 | 6 842                 | 34,91 |
|          | doc. JUDr. Věra Adámková, CSc.    | ANO            | ANO               | BEZPP                 | 5 696                 | 15,76 | —                     | —     |
|          | doc. JUDr. Vladimír Balaš, CSc.   | TOP 09, STAN   | STAN              | BEZPP                 | 5 014                 | 13,87 | —                     | —     |
|          | prof. PhDr. Stanislav Štech, CSc. | ČSSD           | ČSSD              | ČSSD                  | 4 170                 | 11,53 | —                     | —     |
|          | Roman Kříž                        | Svobodní       | Svobodní          | Svobodní              | 1 667                 | 4,61  | —                     | —     |
|          | JUDr. Lubomír Ledl                | KSČM           | KSČM              | SDS                   | 1 454                 | 4,02  | —                     | —     |
|          | JUDr. Karol Hrádela               | Úsvit          | Úsvit             | BEZPP                 | 553                   | 1,53  | —                     | —     |
|          | JUDr. Milan Jančík, MBA           | KA14           | KA14              | BEZPP                 | 333                   | 0,92  | —                     | —     |
|          | Daniel Solis, LL.M.               | ND             | ND                | BEZPP                 | 275                   | 0,76  | —                     | —     |
|          | Mgr. Bc. Dimiter Petrov           | Republika      | Republika         | BEZPP                 | 79                    | 0,21  | —                     | —     |

### Rok 2020
| Kandidát | Kandidát                                  | Volební strana    | Navrhující strana | Politická příslušnost | Počet hlasů (1. kolo) | %     | Počet hlasů (2. kolo) | %     |
| -------- | ----------------------------------------- | ----------------- | ----------------- | --------------------- | --------------------- | ----- | --------------------- | ----- |
|          | Mgr. Václav Láska                         | SEN 21            | SEN 21            | SEN 21                | 15 047                | 37,44 | 14 333                | 54,37 |
|          | Mgr. Michael Žantovský                    | TOP 09, ODS, STAN | TOP 09            | BEZPP                 | 15 929                | 39,63 | 12 028                | 45,62 |
|          | JUDr. Ing. Miloslav Ludvík, MBA           | ČSSD, ANO         | ČSSD              | ČSSD                  | 5 425                 | 13,49 | —                     | —     |
|          | prof. Ing. Mansoor Maitah, Ph.D. et Ph.D. | Trikolóra         | Trikolóra         | Trikolóra             | 1 408                 | 3,50  | —                     | —     |
|          | Milan Wünsche                             | SPD               | SPD               | SPD                   | 1 328                 | 3,30  | —                     | —     |
|          | Roman Blaško                              | KSČM              | KSČM              | KSČ                   | 686                   | 1,70  | —                     | —     |
|          | Jan Kubín                                 | CESTA             | CESTA             | CESTA                 | 365                   | 0,90  | —                     | —     |

## Volební účast
|  | nejvyšší volební účast |  | nejnižší volební účast |

| Rok  | % (1. kolo) | % (2. kolo) |
| ---- | ----------- | ----------- |
| 1996 | 40,52       | 35,80       |
| 2002 | 25,12       | 31,46       |
| 2008 | 33,48       | 29,23       |
| 2014 | 36,00       | 18,83       |
| 2020 | 38,88       | 25,48       |